# 피오나 캠벨월터
피오나 프랜시스 일레인 캠벨월터(Fiona Frances Elaine Campbell-Walter, 1932년 6월 25일 ~ )는 뉴질랜드 태생의 영국 모델이다. 1950년대에 성공적인 경력을 쌓았고 헨리 클라크와 세실 비튼의 사진을 찍었다. 캠벨월터는 그리스 해운 상속인 애리스토틀 오나시스와의 관계로 유명했으며, 남편인 한스 하인리히 티센보르네미차와 별거한 후 불륜을 시작했다.

## 참고 문헌
- Evans, Peter (1987). 《Ari: The Life, Times and Women of Aristotle Onassis》. London: Penguin. ISBN 978-0-14-009961-4.